# Unión Tangerina
Unión Tangerina byl španělský fotbalový klub sídlící ve městě Tanger ve Španělském protektorátu v Maroku. Klub byl založen v roce 1919. V roce 1956, kdy skončila španělská nadvláda nad severním územím Maroka, klub zanikl.
Největším úspěchem klubu byla dvouletá účast ve třetí nejvyšší soutěži (v sezónách 1954/55 – 1955/56). Své domácí zápasy hrál klub na stadionu Estadio El Marchán s kapacitou 15 000 diváků.

## Umístění v jednotlivých sezonách
Legenda: Z – zápasy, V – výhry, R – remízy, P – porážky, VG – vstřelené góly, OG – obdržené góly, +/- – rozdíl skóre, B – body, červené podbarvení – sestup, zelené podbarvení – postup, světle fialové podbarvení – přesun do jiné soutěže
| Sezóny  | Liga                        | Úroveň | Z  | V  | R | P | VG | OG | B   | +/- | Pozice |
| ------- | --------------------------- | ------ | -- | -- | - | - | -- | -- | --- | --- | ------ |
| 1954/55 | Tercera División – sk. XIII | 3      | 16 | 4  | 3 | 9 | 15 | 28 | -13 | 11  | 8.     |
| 1955/56 | Tercera División – sk. XIII | 3      | 18 | 16 | 6 | 4 | 8  | 32 | -24 | 31  | 6.     |